# 美因哈頓
50°06′38″N 8°40′27″E / 50.11056°N 8.67417°E

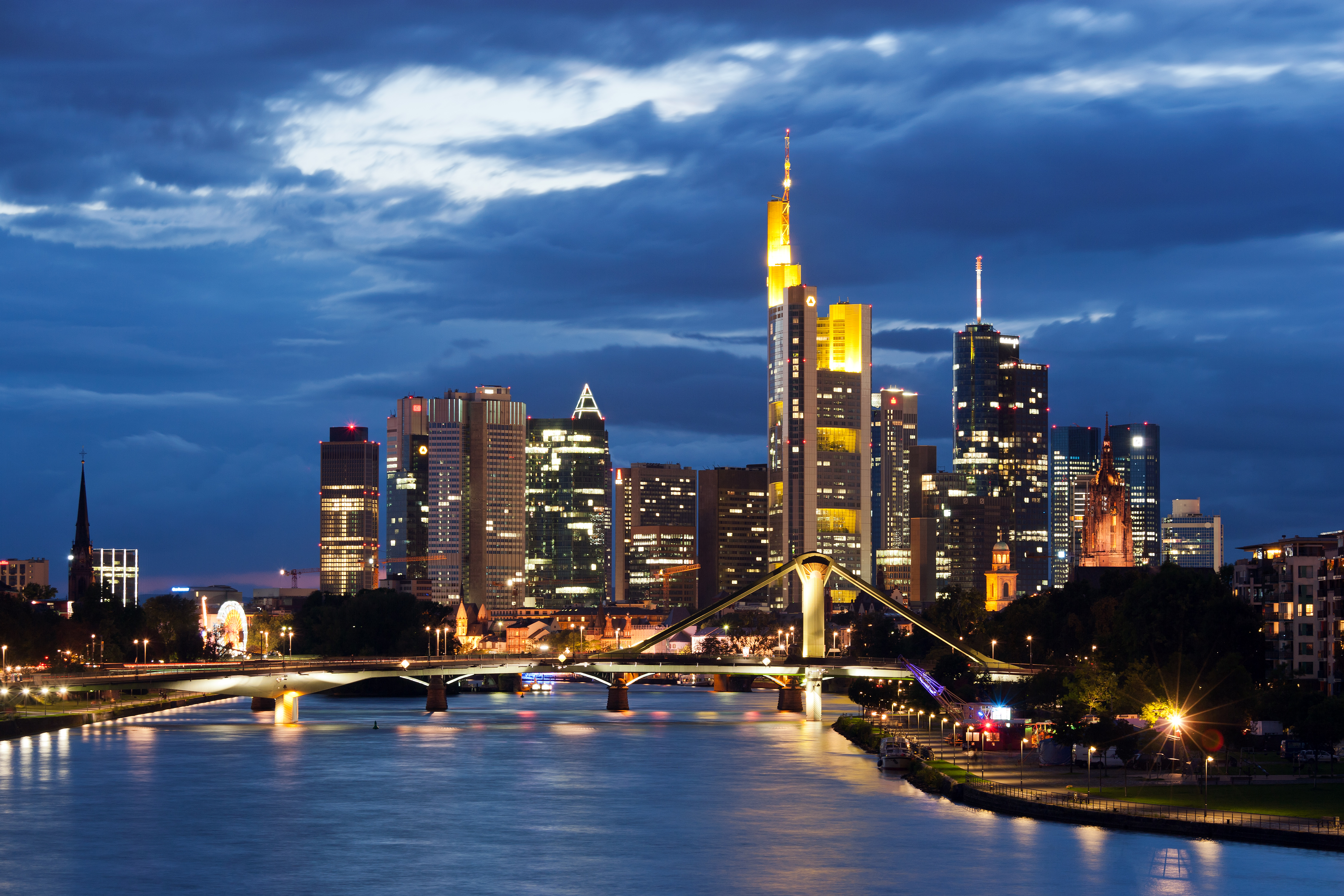
美因哈頓在夜晚的天際線

美因哈頓（Mainhattan）是德國城市法蘭克福的中央商務區。這一詞是美茵河和曼哈頓的合成詞。現在法蘭克福市中心的高層建築和法蘭克福大教堂及聖保羅教堂共同構成法蘭克福的天際線。法蘭克福最初的高層建築修建於1960年代。由於法蘭克福是一個金融業中心，因此這裡也有「銀行克福（Bankfurt）」的別稱。最初「美茵哈頓」和「銀行克福」這兩個名詞帶有嘲諷意味，但現在已是正面表達。美因哈頓的歐洲中央銀行大廈也是歐盟最高的建築物。